# Megavirus
Genre
Espèces de rang inférieur
- Megavirus baoshanense
- Megavirus chilense
- Megavirus powaiense

Megavirus est un genre de virus à ADN. Les virus de ce taxon sont particulièrement grands, souvent plus gros que bien des bactéries, et de ce fait on les qualifie de virus géants.